# 董傑
董傑（1446年—1512年），字萬英，號五城，南直隸寧國府涇縣人，軍籍，明朝政治人物。

## 生平
成化十三年（1477年）丁酉科應天鄉試第三名舉人，二十三年（1487年）中式丁未科會試第六十六名，二甲第四十五名進士。授沔陽州知州，弘治元年（1488年）曾上言抗疏湯鼐，同年因吉人案而下詔獄，謫四川行都司知事，起為鈞州知州，升刑部員外郎，出為保定府知府，正德三年（1508年）四月升山東布政使司右參政，四年（1509年）六月升河南右布政使，五年（1510年）八月升湖廣左布政使，六年（1511年）正月江西盜起，江西巡撫王哲兵敗被召還，董傑任都察院右副都御史、巡撫江西，同年十二月卒於官。

## 家族
曾祖董執中；祖父董元亮；父董志道，贈知府。母蕭氏（贈孺人）。永感下。兄董綱、侄董鈜、孫董珆均為進士。